# 12 Heures de Sebring 1952
Navigation
Édition suivante
Les 12 Heures de Sebring 1952 sont la 1re édition de l'épreuve et ne sont intégrées à aucun championnat, cas qui ne se reproduira pas lors des éditions suivantes de celle-ci. Elles ont été remportées le 15 mars 1952 par la Frazer Nash no 9 de l'équipe Stuart Donaldson pilotée par Larry Kulok et Harry Gray.

## Circuit

Le Sebring International Raceway, cadre des 12 Heures de Sebring 1952.

Les 12 Heures de Sebring 1952 se déroulent sur le Sebring International Raceway situé en Floride. Il est composé de deux longues lignes droites, séparées par des courbes rapides ainsi que quelques chicanes. Le tracé actuel diffère de celui de l'époque. Ce tracé a un grand passé historique car il est utilisé pour des courses automobiles depuis 1950. Ce circuit est célèbre car il a accueilli la Formule 1.

## Résultats
Voici le classement au terme de la course.
- Les vainqueurs de chaque catégorie sont signalés par un fond jauni.

| 1           | E     | 9  | Stuart Donaldson     | Larry Kulok Harry Gray                   | Frazer Nash LM              | 145 |
| 2           | C     | 23 | Charles Schott       | Charles Schott Morris Carroll            | Jaguar XK 120               | 139 |
| 3           | F     | 1  | Robert Fergus        | Dick Irish Robert Fergus                 | Siata 1400 GS               | 138 |
| 4           | E     | 57 |                      | Robert O’Brien Richard Cicurel           | Ferrari 166MM               | 137 |
| 5           | C     | 89 | Jack Pry Ltd.        | Chuck Wallace Dick Yates                 | Jaguar XK 120               | 137 |
| 6           | F     | 4  | John van Driel       | Dave Ash John van Driel                  | MG MK II Spezial            | 133 |
| 7           | H     | 25 | Deutsch-Bonnet       | Steve Lansing Wade Morehouse René Bonnet | D.B                         | 130 |
| 8           | F     | 2  | Dick Thompson        | Dick Thompson Bill Kinchloe              | MG TD                       | 129 |
| 9           | D     | 7  | Gus Ehrman           | Gus Ehrman Bob Wilder                    | Morgan Plus 4               | 128 |
| 10          | F     | 52 | Randy Pearsall       | Walt Hansgen Randy Pearsall              | MG TD                       | 128 |
| 11          | F     | 10 | H.L. Brundage        | Herbert Brundage I. Brundage             | Volkswagen Spezial          | 128 |
| 12          | F     | 5  |                      | Frank O’Hare Frank Allen                 | MG TD                       | 125 |
| 13          | H     | 24 | Deutsch-Bonnet       | René Bonnet Hobart Cook                  | Deutsch-Bonnet              | 101 |
| 14          | H     | 40 |                      | George Schrafft David Vial               | Crosley                     | 94  |
| 15          | G     | 26 | John Guilford Motors | Roger Wing Stephen Spitler               | Morris Minor                | 75  |
| 16          | H     | 50 | George Sanderson     | George Sanderson                         | Crosley Hot Shot            | 72  |
| 17          | C     | 15 | Fred Dagaver         | Johnnie Rodgers Fred Dagaver             | Jaguar XK 120               | 64  |
| Abandons    |       |    |                      |                                          |                             |     |
| 18          |       | 47 |                      | J. Greenwood Paul Ceresole               | Cisitalia Spyder            | 105 |
| 19          |       | 11 | Bob Grier            | Bob Grier Myke Collins                   | Allard J2                   | 73  |
| 20          |       | 39 | Otto Linton          | Otto Linton Thomas Scatchard             | Siata                       | 67  |
| 21          |       | 54 |                      | N. Patton Bruce Bailey                   | MG TD                       | 63  |
| 22          |       | 51 |                      | Beau Clarke Charles Hassan               | Bandini                     | 55  |
| 23          |       | 8  | William Spear        | Bill Spear Briggs Cunningham             | Ferrari 340 America         | 51  |
| 24          |       | 12 |                      | Paul Ramos Tony Cumming                  | MG TC                       | 45  |
| 25          |       | 45 |                      | Gary McDonald B. Kennedy                 | Jaguar XK 120               | 37  |
| 26          |       | 22 | Briggs Cunningham    | George Huntoon Phil Stiles               | Siata                       | 31  |
| 27          |       | 38 | Dave Hirsch          | Dave Hirsch Bob Gegen                    | Aston Martin DB2            | 29  |
| 28          |       | 28 |                      | James Simpson George Colby               | Ferrari 160MM               | 26  |
| 29          |       | 29 |                      | Jim Keeley J.Norcross                    | MG TC                       | 20  |
| 30          |       | 18 |                      | Joe Ferguson                             | Siata 1400GS                | 14  |
| 31          |       | 43 |                      | Freddy Clifford                          | MG TD                       | 4   |
| 32          |       | 54 |                      | Rex Easton                               | Mercury                     | 1   |
| Non-partant |       |    |                      |                                          |                             |     |
| 33          | S 1.5 | 16 |                      | Joseph Ferguson Ernie Erickson           | Siata Daina 1400 berlinetta |     |